# Tricoma perparvula
Tricoma perparvula är en rundmaskart som beskrevs av Timm 1970. Tricoma perparvula ingår i släktet Tricoma och familjen Desmoscolecidae. Inga underarter finns listade i Catalogue of Life.